# Empresa militar privada
Una empresa militar privada (EMP) o una empresa proveïdora de serveis de defensa (en anglès: private military company o PMC; private military and security company o PMSC) ofereix serveis militars i de seguretat. Aquests combatents són comunament coneguts com a mercenaris, encara que avui dia les EMP es refereixen (eufemísticament) al seu personal com a contractistes de seguretat, contractistes militars privats o contractistes de seguretat privada, i es refereixen a si mateixes com a corporacions militars privades, les empreses militars privades, proveïdors de seguretat privada o els proveïdors de servei militar. Les companyies militars privades generalment refereixen el seu negoci com a indústria militar privada, en un intent d'evitar l'estigma que sovint els associa amb els mercenaris. Tanmateix, la contractació de mercenaris ha estat una pràctica comuna en la història dels conflictes armats.

## Funcionament
Els serveis i coneixements oferts per les EMP solen ser similars a les dels exèrcits governamentals o de les forces policials, el més sovint en una escala menor. Aquestes empreses, per exemple, presten entrenament a les forces locals dirigides a substituir en un futur a les forces armades, però també són emprades per oferir serveis de seguretat en un lloc concret, així poden ser emprades per empreses privades per a proporcionar escorta al personal clau o a la protecció d'instal·lacions de l'empresa, especialment en territoris hostils. No obstant això, els contractistes que utilitzen la força ofensiva en una zona de guerra podrien ser considerats combatents il·legals, en referència a un concepte esmentat a les Convencions de Ginebra i s'especifica de forma explícita en la Military Commissions Act («Llei de Comissions Militars») dels EUA.

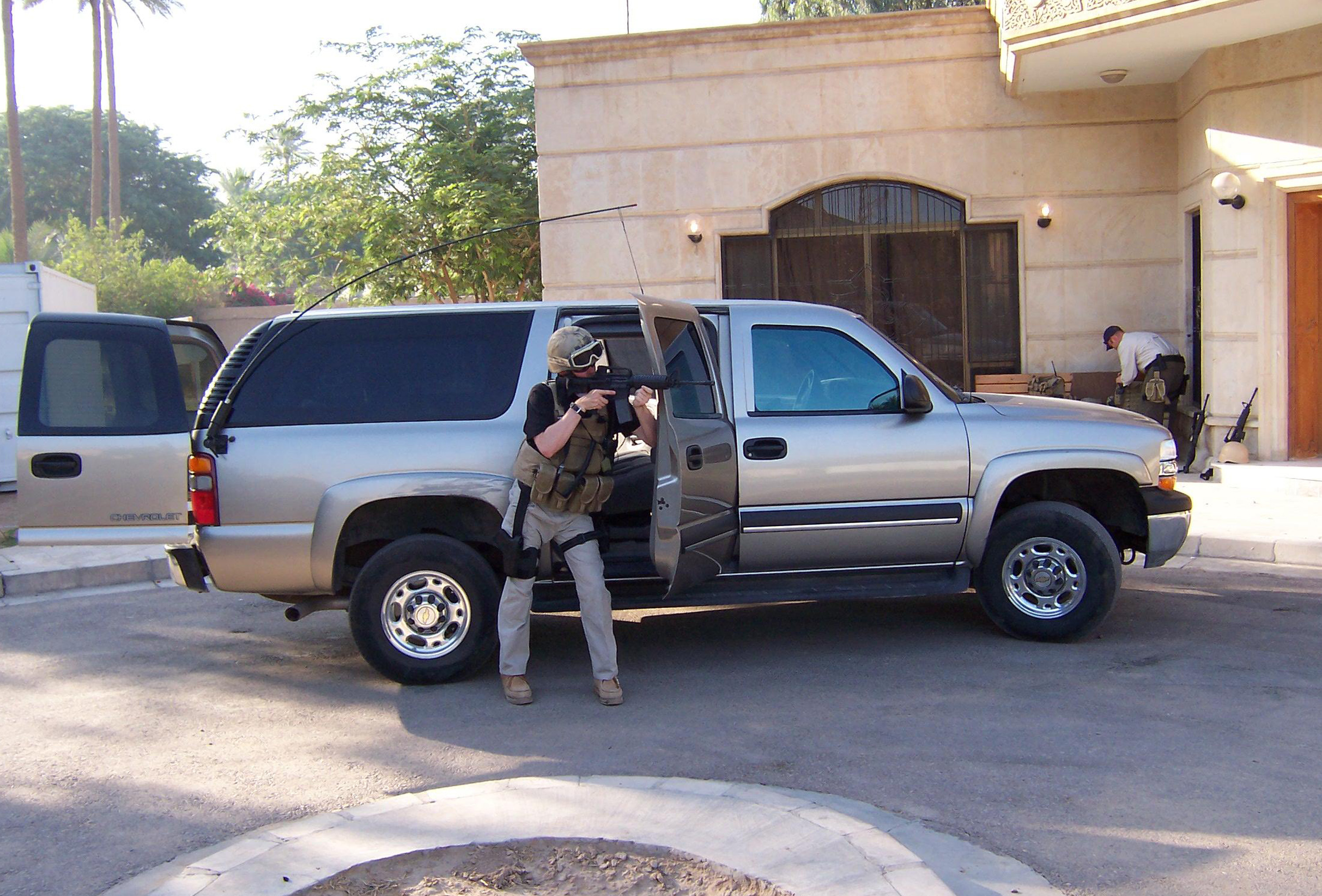
Soldat privat a la Zona Verda de Bagdad

Els contractistes privats estan al nostre voltant, P. W. Singer autor de Corporate Warriors: The Rise of the Privatized Military Industry, afirma que «en termes geogràfics, operen en més de 50 països diferents. Operen en tots els continents excepte l'Antàrtida». Segons Singer, a la dècada de 1990 solia haver 50 militars per cada contractista, ara la proporció és de 10 a 1, i assenyala que aquests contractistes tenen una sèrie de deures en funció del qui i on són contractats. En els països en desenvolupament que tenen recursos naturals, com ara refineries de petroli a l'Iraq, són contractats per vigilar la zona. També asseguren els funcionaris i els governs afiliats. Les companyies militars privades duen a terme missions diferents per a l'ocupació, com ara el subministrament de guardaespatlles per al president afganès Hamid Karzai o el pilotatge d'avions de reconeixement i helicòpters com a part del Pla Colòmbia.
 També són autoritzats pel Departament d'Estat dels Estats Units, que es contrauen amb els governs nacionals, per l'entrenament de soldats i militars en la reorganització de Nigèria, Bulgària, Taiwan, i Guinea Equatorial.
La indústria de les EMP mou un valor de més de 100,000 milions de dòlars a l'any, i proliferen exponencialment a mesura que avancen els processos de paramilitarisme o d'externalització d'unes guerres que històricament duien a terme forces regulars. El personal pot estar format per exmembres de cossos de policia, d'exèrcits, de guerrilles o de grups de narcotraficants. Milers de persones de múltiples nacionalitats són reciclades i contractades per les EMP que aprofiten els seus coneixements per traslladar-les a zones de combat o per fer tasques de seguretat a indrets en conflicte.
D'acord amb un estudi realitzat el 2008 per l'Office of the Director of National Intelligence («Oficina del Director d'Intel·ligència Nacional, del govern dels EUA»), els contractistes privats representen el 29% de la població activa en la United States Intelligence Community («Comunitat d'Intel·ligència dels Estats Units») i el cost equivalent a un 49% del seu pressupost en personal.
Segons l'informe de l'Institut Internacional per a l'Acció No-violenta (Novact) de 2018, «La força invisible», aquestes persones també «donen suport i inclús substitueixen els soldats en conflictes armats, ocupacions militars prolongades o de manteniment de la pau, seguretat marítima, estabilització i processos de reconstrucció postconflicte i crisis d'emergència. Les seves funcions també inclouen l'interrogatori a detingudes, la protecció d'infraestructures militars, les tasques d'intel·ligència, l'entrenament d'altres cossos de seguretat, el control de checkpoints i fronteres o la participació en operacions de combat».

## Desregulació i ambigüitat
Aquest personal militar, estigui contractat per l'administració pública, per empreses privades o per multinacionals extractives que operen en territoris dels pobles originaris, està sotmès a un control menys reglat que les tropes regulars, malgrat que existeixen legislacions internacionals com l'article 2 de la Convenció de Nacions Unides de 1998 contra el reclutament, ús, finançament i entrenament de mercenaris. El problema rau en la definició d'aquest terme, que no s'aplica al personal d'aquestes agències de seguretat i queda subjecte de manera imprecisa a tractats com les Convencions de Ginebra, on ni se'ls prohibeix la participació ni reben l'estatus de combatent. Alhora, la mort d'aquest personal no engreixa les xifres de baixes oficials i passa desapercebuda per l'opinió pública. Tan sols iniciatives privades com el web ICasualities es van dedicar a recopilar informació de les més de mil morts de contractistes durant la invasió de l'Iraq.